# Basilica di Santa Maria delle Grazie (Cortemaggiore)
La basilica di Santa Maria delle Grazie e San Lorenzo, già collegiata, è una chiesa cattolica situata a Cortemaggiore, in provincia di Piacenza.

## Storia
La costruzione della chiesa fu voluta dal marchese di Cortemaggiore Gian Lodovico I Pallavicino e dal figlio Rolando II Pallavicino i quali, nel 1481 ordinarono all'architetto Gilberto Manzi di redigere il progetto per la realizzazione del nuovo edificio.
Nel 1495, nonostante fossero stati completati solamente il santuario con il coro, il transetto dell'abside e la prima campata di ognuna delle tre navate, l'edificio venne eretto a sede parrocchiale andando a rimpiazzare la più antica chiesa di San Lorenzo. Nel 1499 l'edificio, sostanzialmente invariato rispetto a quattro anni prima, venne consacrato da parte di Monsignor Fabrizio Milani. Dopo la consacrazione i lavori di costruzione andarono incontro ad un periodo di interruzione causato dall'incapacità da parte della famiglia Pallavicino di sostenere le ingenti necessarie per permettere la costruzione di questa e delle altre chiese di Cortemaggiore.
Nonostante lo stop ai lavori, nel 1513 la chiesa venne, comunque, eretta a collegiata. Successivamente, il cantiere per la costruzione riprese, grazie ai contributi ottenuti dal Capitolo della Collegiata, dalla congregazione della fabbrica e dalla popolazione locale; durante questa seconda parte di edificazione, terminata negli anni 1567-1569, il costruito si distaccò in parte dal progetto originale.
Durante il XVII secolo l'edificio subì numerose modifiche rispetto all'originario impianto in stile gotico: nel 1606 fu rialzato il piano di calpestio del coro e del santuario, nel 1630, immediatamente a seguito dell'epidemia di peste, la chiesa venne completamente imbiancata. Nel 1653 fu innalzato, per volere del canonico Paolo Ziotti, il campanile, il quale risultò, però, essere troppo pesante per essere sostenuto dall'edificio sottostante: per risolvere questo problema fu deciso di inserire le campane su di uno solo dei lati, al fine di limitare l'aggravio di peso. Infine, nel 1660 le cappelle laterali subirono un ampliamento e vennero decorati con stucchi di gusto barocco.
Nel 1761 venne realizzato lo scavo per la realizzazione della cripta. Nel 1812, a seguito della soppressione napoleonica del convento dell'Annunziata, le spoglie del primo marchese di Cortemaggiore Gian Lodovico I Pallavicino e della consorte Anastasia Torelli, insieme al mausoleo rinascimentale in marmo originariamente posto nella cappella funebre a loro dedicata, furono trasferite dalla cappella dei Pallavicino situata nella chiesa dell'Annunziata all'allora collegiata. Nel biennio 1880-1881 vennero rifatti la facciata e gli interni, nei quali venne rifatta la pavimentazione, furono snellite le colonne e furono ricostruiti i capitelli, ad opera del professor Gaetano Guglielmetti.
La collegiata venne stata elevata al rango di basilica minore il 3 maggio 2008, con una cerimonia officiata dal cardinale Angelo Sodano.

## Descrizione
L'edificio presenta uno schema planimetrico basilicale a croce latina ed è dotato di tre navate con cinque campate.

### Esterno

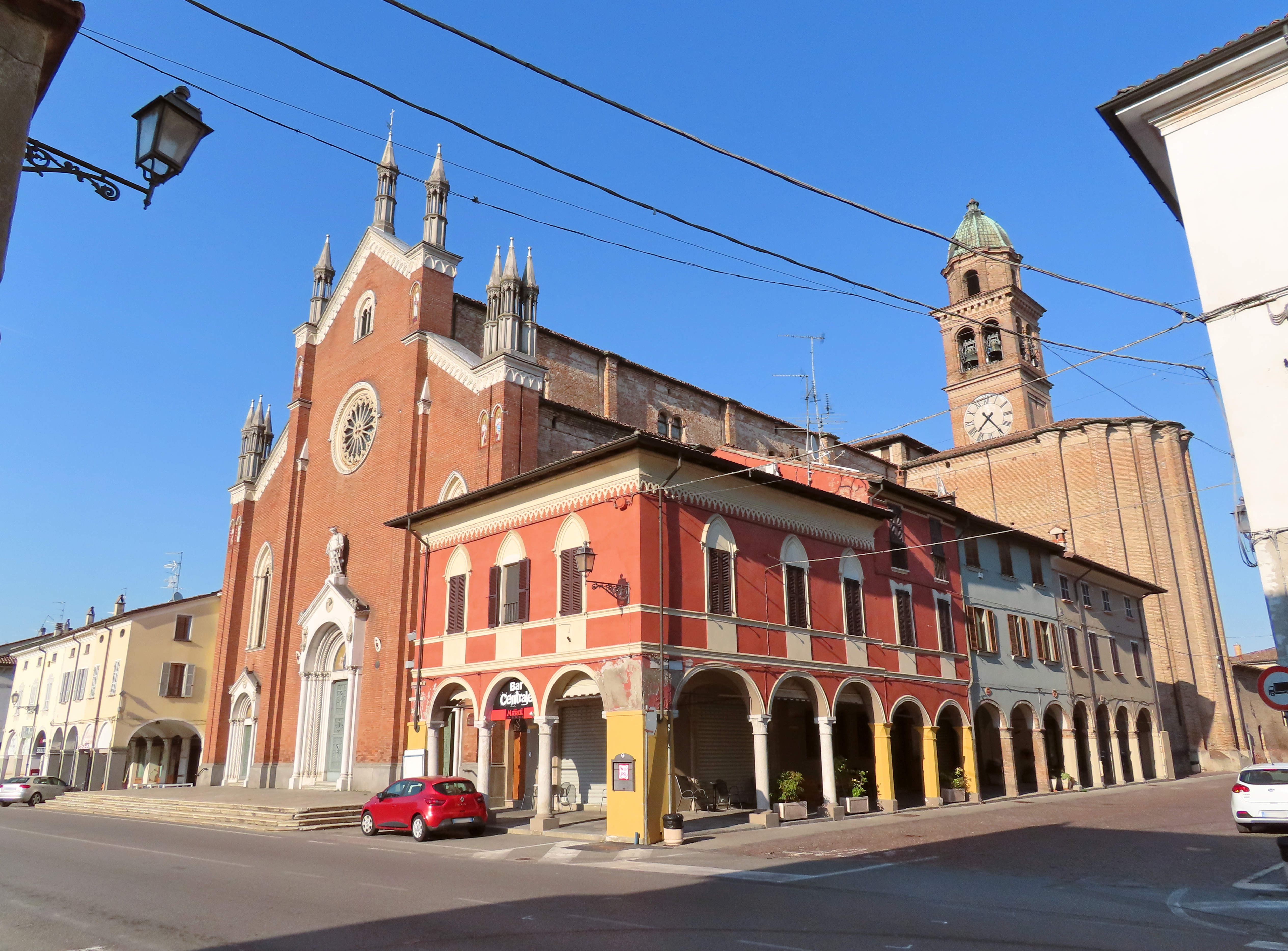
Facciata e lato sud

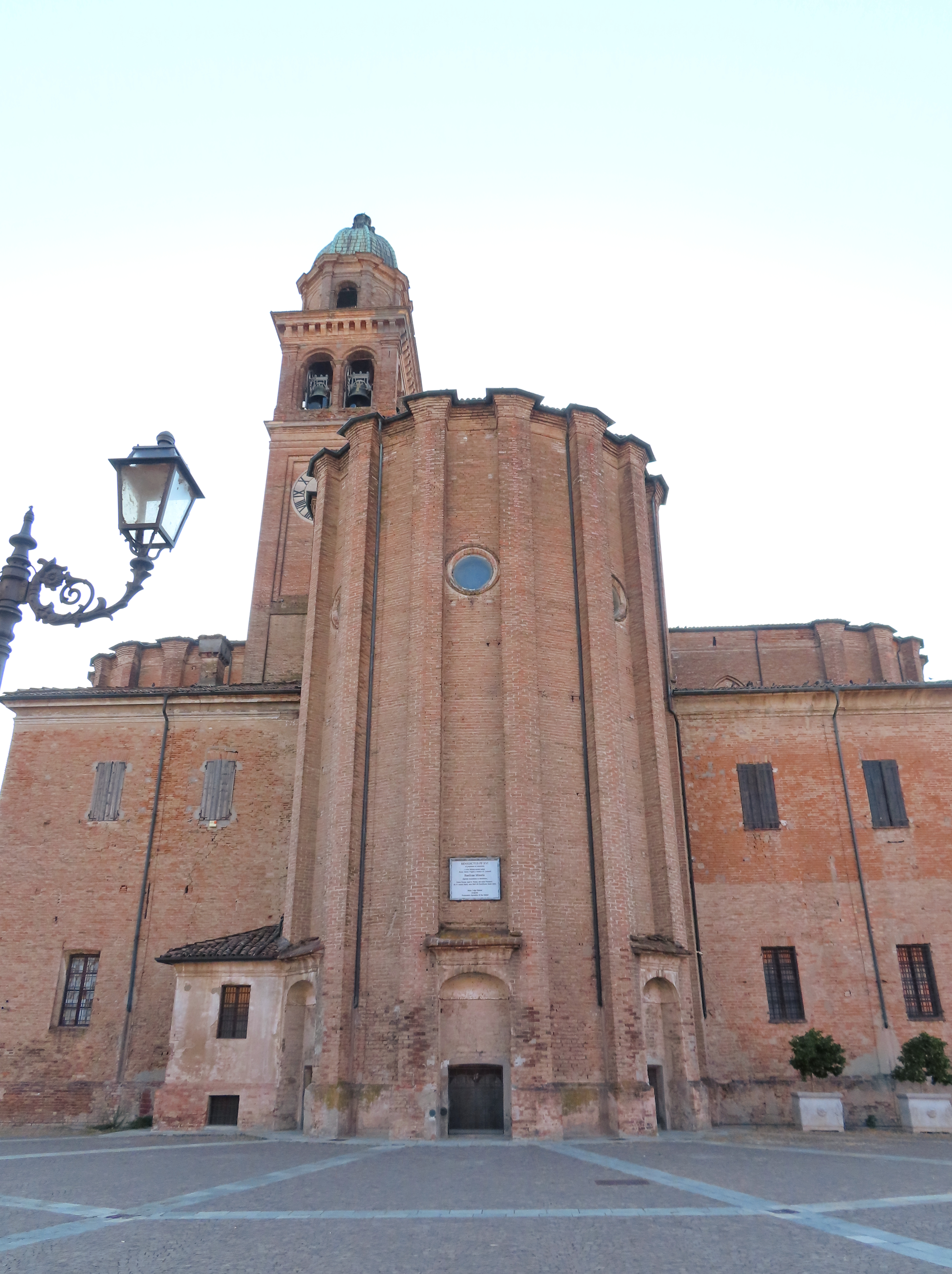
Abside

La chiesa si trova nel centro di Cortemaggiore, in piazza dei Patrioti, ed è preceduta da un sagrato di limitate dimensioni realizzato con lastre di pietra dalla forma rettangolare; l'accesso ad esso è possibile tramite una scalinata in granito dalla forma poligonale composta da tre rampe di quattro gradini.
La facciata è realizzata in mattoni a vista stile neogotico; essa è tripartita e presenta lesene a tutta altezza le quali terminano in delle guglie realizzate in cotto. Nel segmento superiore delle lesene sono presenti delle monofore a sesto acuto dentro alle quali si trovano dei mosaici rappresentanti dei Santi. Il portale principale, posto al centro della facciata, è realizzato in pietra, sopra di esso si trovano una lunetta con all'interno un mosaico della Beata Vergine e un'edicola con al di sopra una statua in pietra rappresentante san Lorenzo. Più in alto rispetto al portale sono presenti un rosone e una bifora inserita in un arco a tutto sesto. Ai lati del portale principale si trovano altri due portali, anch'essi dotati di edicola nelle quali si trovano a destra una raffigurazione di San Giuseppe e a sinistra una raffigurazione di Mosè.
Il campanile, caratterizzato da una pianta quadrata e diviso in tre ordini, si trova addossato al presbiterio, sul lato destro dell'edificio.

### Interno

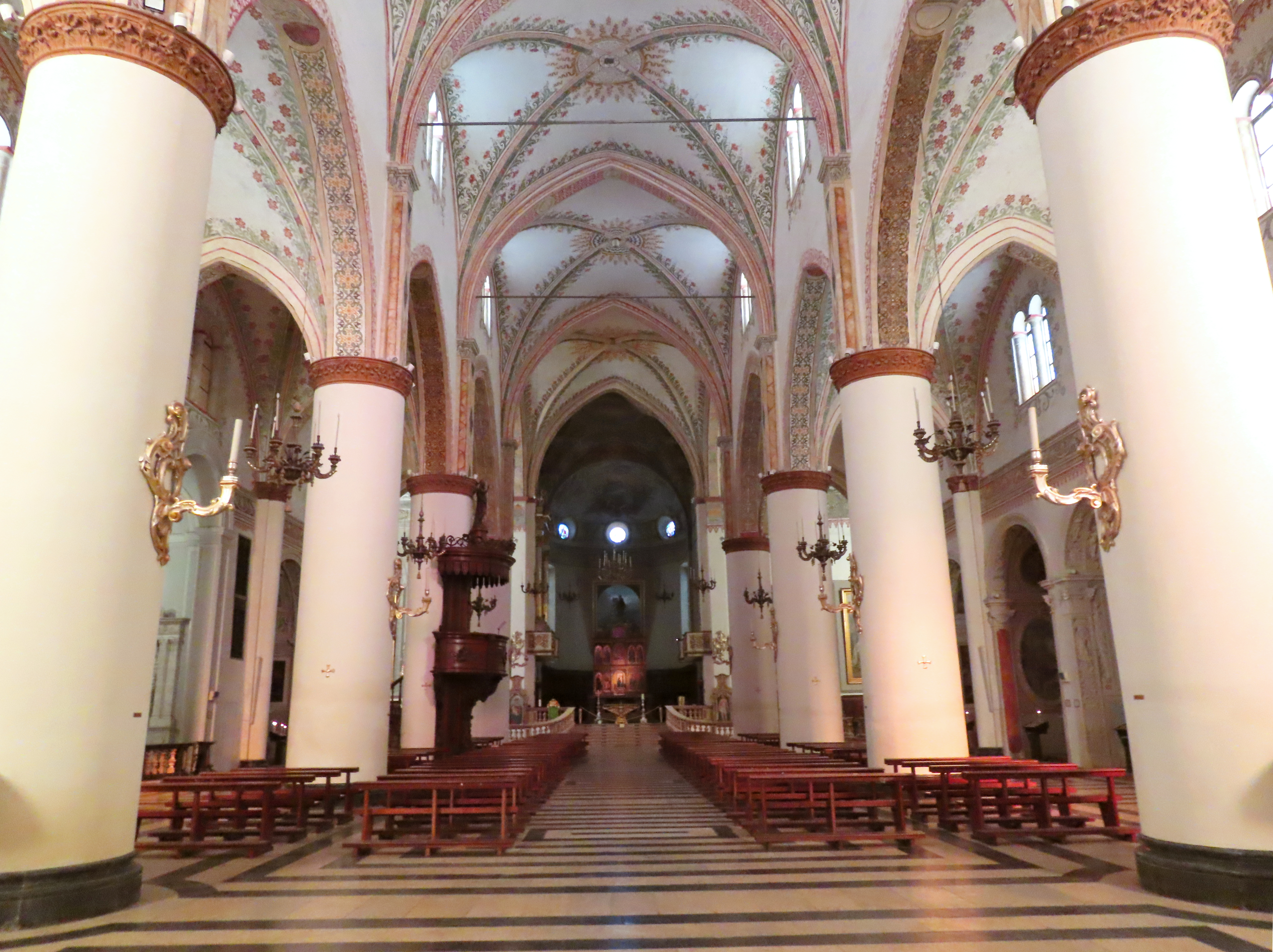
Navata centrale

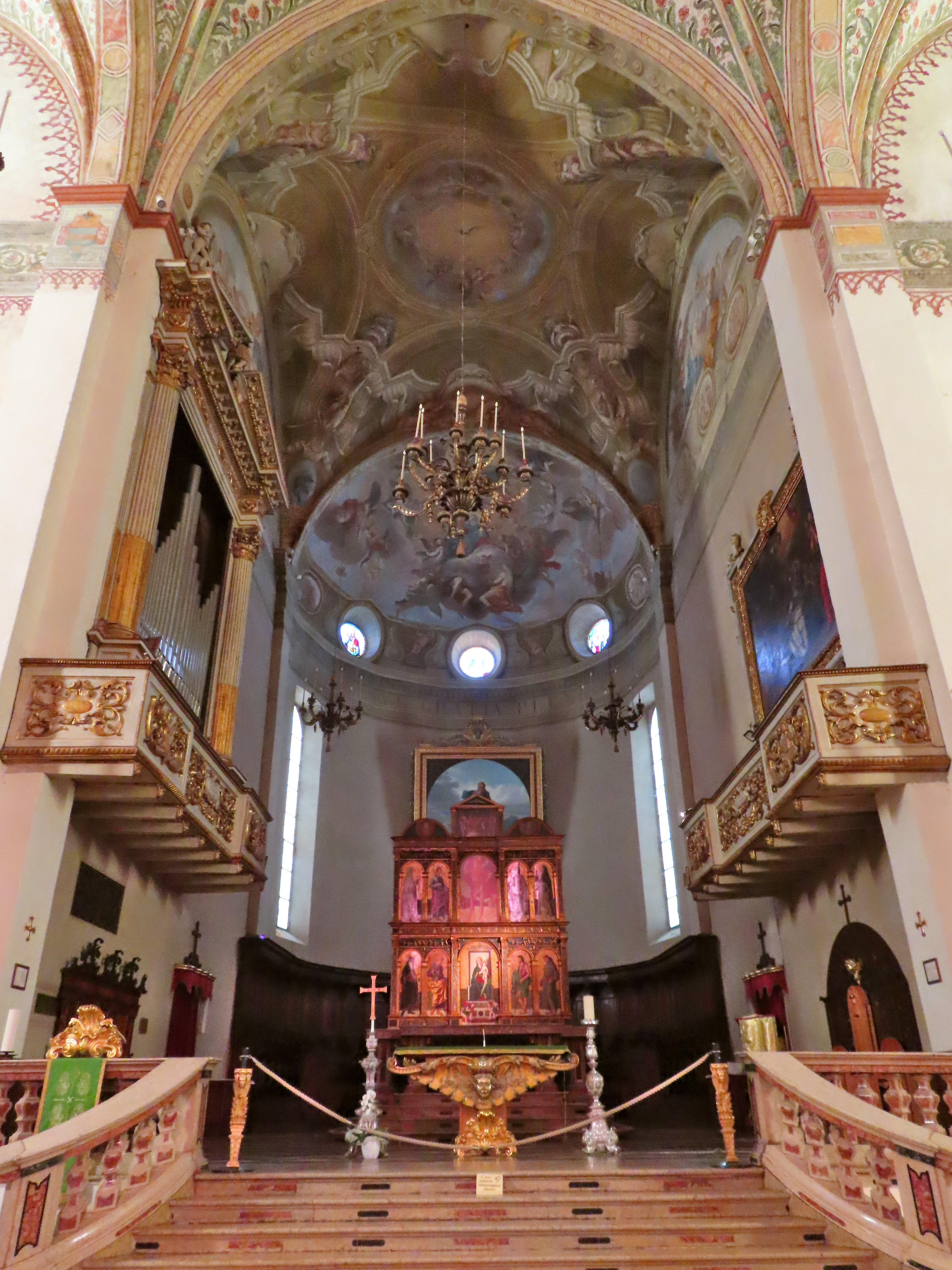
Presbiterio

All'interno della basilica si trova un polittico composto da dodici tavole realizzato da Filippo Mazzola, padre del più famoso Parmigianino. Dipinto nel 1499 in concomitanza con la consacrazione della chiesa, fu completamente smembrato nel 1880 nell'ambito dei restauri si cui fu oggetto l'intero edificio: in questa occasione le tavole vennero separate dalla cornice e disperse. Solo nel 2003 si è potuto ricomporre buona parte dell'opera, alla quale mancano ancora, in ogni caso, due dipinti: un San Cristoforo, che è stato localizzato ed è conservato al museo Nazionale di Budapest, e un Salvatore la cui localizzazione non è ancora avvenuta.
La cappella dedicata a san Lorenzo, situata nella navata sinistra, contiene al suo interno il mausoleo in marmo bianco dedicato ai fondatori di Cortemaggiore, realizzato nel 1499 per volontà di Rolando II Pallavicino, esso contiene le spoglie del padre Gian Lodovico I Pallavicino, primo marchese di Cortemaggiore, e della moglie Anastasia Torelli, i quali erano stati inizialmente sepolti sempre a Cortemaggiore, all'interno della chiesa dell'Annunziata. L'effettiva collocazione delle spoglie è rimasta all'interno del mausoleo è rimasta incerta fino al 2020, quando, all'interno di una parete che separava il mausoleo da un locale di servizio, venne scoperta casualmente, grazie al deterioramento del muro, una scatola lignea indicante i nomi del marchese Gian Lodovico e della moglie. L'attribuzione del mausoleo è incerta; secondo alcune ricerche esso potrebbe, però, essere di Andrea Bregno oppure di Leonardo Da Vinci.

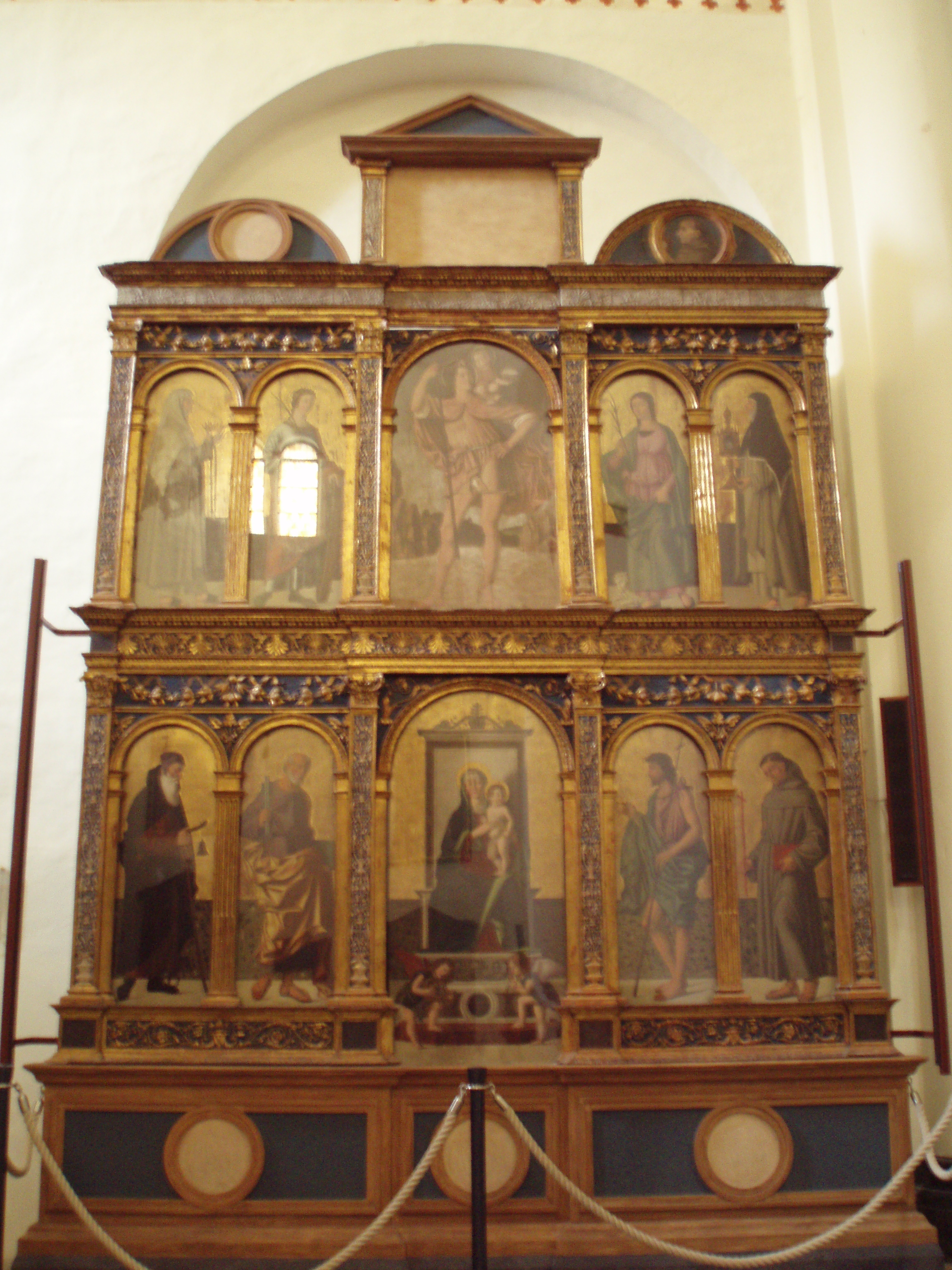
Il polittico opera di Filippo Mazzola.

La cappella del Santissimo Sacramento, situata anch'essa nella navata di sinistra, conserva un dipinto raffigurante La Vergine degli Angeli realizzato nel 1847 dal pittore parmense Francesco Scaramuzza, secondo alcune testimonianze sembra che il dipinto fu fonte di ispirazione per Giuseppe Verdi, il quale era solito chiudersi in preghiera di fronte all'opera, durante la composizione dell'omonima romanza parte dell'opera La forza del destino. Sulla parete opposta si trova una Ressurrezione di Cristo realizzata dal pittore piacentino Lorenzo Toncini nel 1850.Ai lati dell'altare, opera di Onorato Buzzi, sono state collocate due statue lignee monocrome, simulanti l’alabastro, opera dello scultore fiammingo Jan Geernaert: quella di sinistra rappresenta la Fede mentre quella di destra la Speranza.
Nella stessa cappella è presente anche una reliquia della Sacra Spina, la quale fu un omaggio concesso nel 1521 dal re di Francia Francesco I a Gian Lodovico II Pallavicino come risarcimento morale per l'uccisione dei marchesi Cristoforo e Manfredo Pallavicino, i quali erano, rispettivamente, il cugino e il fratello di Gian Lodovico, a seguito dell'occupazione da parte delle truppe francesi del ducato di Milano.

#### L'Organo Adeodato Bossi-Urbani 1860[10]

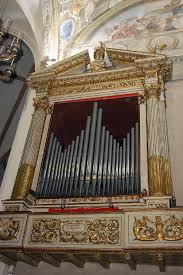
Facciata dell'organo Bossi-Urbani 1860

In presbiterio, su cantoria seicentesca in cornu evangelii, si trova l'organo a canne meccanico Adeodato Bossi-Urbani del 1860. Lo strumento consta di due tastiere di 61 tasti (Do1-Do6) e una pedaliera dritta di 24 pedali con 12 note (Rit. dal Do13). I registri del Grand'organo e del Pedale, con base 16 piedi, sono azionati da manette lignee estraibili "alla lombarda" disposte su tre colonne a destra della consolle a finestra. L'Organo Eco Espressivo (con gelosie) si trova all'interno di un locale apposito posto sotto la cantoria e le sue manette, non estraibili, si trovano a sinistra delle tastiere. Lo strumento fu inaugurato dal maestro Prospero Galloni di Piacenza e da padre Davide da Bergamo, al secolo Felice Moretti, il quale consigliò alcune aggiunte in fase di costruzione. Entrambi fecero, poi, parte della giuria per l'assegnazione del posto di organista titolare.

L'organo è stato restaurato dalla Bottega Artigiana Fratelli Piccinelli di Ponteranica nel 1967. Il concerto di inaugurazione fu tenuto dal maestro Alessandro Esposito.

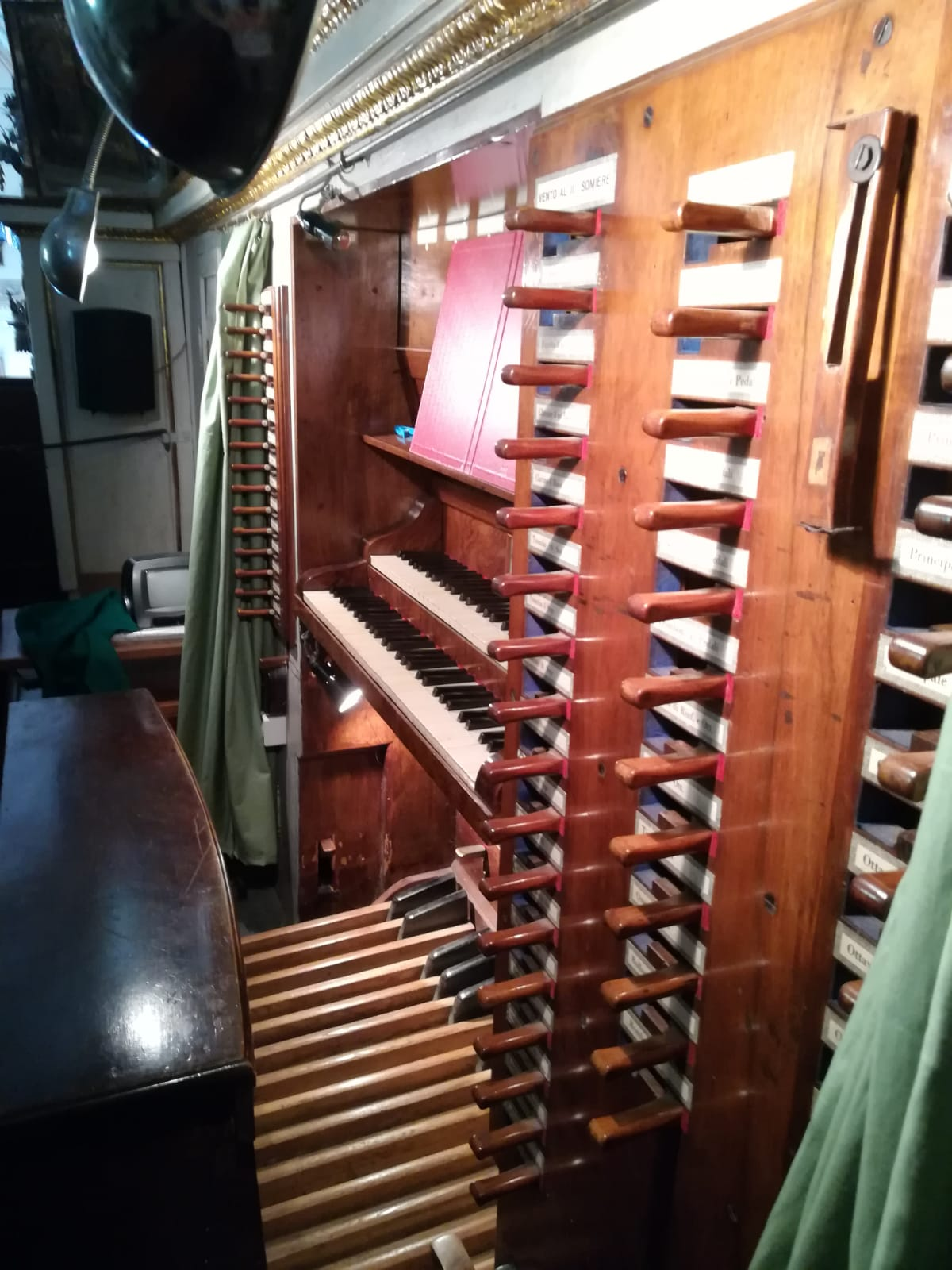
La console dell'organo Bossi-Urbani